# Breitungen, Mansfeld-Südharz
Breitungen là một đô thị thuộc huyện Mansfeld-Südharz, Sachsen-Anhalt, Đức. Đô thị Breitungen, Mansfeld-Südharz có diện tích 11,52 kilômét vuông, dân số thời điểm ngày 31 tháng 12 năm 2006 là 496 người.